# L.A.P.D. : Protéger et servir
Ne doit pas être confondu avec Protéger et servir.
Pour plus de détails, voir Fiche technique et Distribution.
L.A.P.D. : Protéger et servir (L.A.P.D.: To Protect and to Serve) est un film policier américain réalisé par Ed Anders et sorti en 2001.

## Synopsis
Au sein du plus grand service de police du monde, le Los Angeles Police Department, les meurtres et pots-de-vin se multiplient. Le capitaine Ellsworth perd ainsi peu à peu le contrôle de son unité.

## Fiche technique
- Réalisation : Ed Anders
- Scénario : Rob Neighbors et BJ Davis, d'après une histoire de Gene Goldsman et John Meyer
- Photographie : Michael Balfry
- Direction artistique : Vicky Peters et Andrew Wilson
- Décors : Jennifer Rafalski et Hilary Vogen
- Costumes : Katrina McCarthy
- Montage : Karen Porter et Grace Yuen
- Musique : Ian Putz
- Production : Charles M. Fries et Maurice Smith
- Société de production : Fries Film Group, Maurice Smith Productions, The Rock Entertainment et To Protect & Serve Productions Inc.
- Sociétés de distribution : Fries Film Group et Warner Vision International (France)
- Pays de production :  États-Unis
- Langue originale : Anglais
- Format : Couleur - Format 35 mm - Son : Dolby Digital
- Budget : 2,3 million de dollars (~2,16 millions d'euros)
- Genre : Policier, Action
- Durée : 94 minutes
- Date de sortie : 9 octobre 2001

## Distribution
- Michael Madsen : Lieutenant James Alexander
- Marc Singer : Officier Sam Steele
- Dennis Hopper : Capitaine Elsworth
- Wayne Crawford (en) : Sergent Steve Sextram
- Charles Durning : Stuart Steele
- Steve Bacic : Officier Richard Wade
- Kiara Hunter : Kimberly
- Michael Roberds (en) : Bud Meyerling
- Carolyn Dunn (en) : Gillis
- John Novak (en) : Détective Jack Kirby
- Brenda James : Morten
- David Palffy : Officier Falco
- Deryl Hayes : Holsten
- Brenda Campbell : Tracy Wade
- Ron Small : Corman
- Anaya Farrell : Christian
- Zak Church : Tucker
- Garvin Cross : Smith
- Artine Tony Browne : Rodriquez
- Ryan Robbins : Réalisateur vidéo
- Henry O. Watson : Lieutenant Park
- Pamela Perry : La mère de Meyerling
- Randy Lee : Steve Ito
- John Hainsworth : Directeur de théâtre
- Emy Aneke : Leon
- Dan Pelchat : Garçon blanc
- Sook Hexamer : Propriétaire du magasin coréen
- Colin Foo : Épicier coréen
- Scantone Jones : Curtis
- Malik McCall : Blair
- Kimani Ray Smith : William
- Julie Hill : Prostituée
- Vince Murdocco (en) : Haggerty
- Tony Morelli (en) : Braqueur de banque #1
- Darryl Scheelar : Stevens / Braqueur de banque #2
- Andrew McIlwaine : Membre du gang #1
- Garfield Wilson : Membre du gang #2
- Dick Callahan : Mel
- Catherine Lough Haggquist : Caissière
- Lynn Sawchuk : Bimbo #1
- Marianne Sawchuk : Bimbo #2
- Ray Pichette : Gérant de magasin
- Bob Wilde : Stanley Tensler
- Scott Owen : Détective
- Lee Weaver (en) : Le sans-abri s'étant fait tirer dessus
- Alain Beaugrand : Un policier (non crédité)
- Jarried Gragg : Officier Povolo (non crédité)
- Melissa Panton : La femme à la fête (non crédité)
- Greg Patterson : Un officier de police (non crédité)

## Distinctions

### Nominations
- 2001 : DVD Exclusive Awards (en) : Meilleur acteur dans un second rôle pour Dennis Hopper.